# Herald Square Theatre
L'Herald Square Theatre era un teatro di Broadway a Manhattan, New York, costruito nel 1883 e chiuso nel 1914. Il sito è ora un grattacielo progettato da H. Craig Severance.

## Storia
Il Park Theatre fu inaugurato nel 1883 (era noto anche come New Park Theatre) sul sito parzialmente demolito del Great New York Aquarium (1876-1881), che non è collegato al successivo New York Aquarium. L'attore Charles E. Evans, ritiratosi dal palcoscenico con il danaro ricavato dal successo di lunga durata di A Parlor Match, ristrutturò il precedente Harrigan's Park Theatre come Herald Square Theatre nel 1894. Si trovava al 1331 di Broadway, progettato dagli architetti Rose & Stone, con circa 1150 posti a sedere e con i suoi interni arredati dagli interni del vicino Booth's Theatre, in fase di demolizione. Lee Shubert rilevò l'affitto del teatro nel 1900, rendendolo il primo teatro di Broadway di proprietà della Shubert Organization.
Parzialmente distrutto da un incendio e ricostruito, nel 1911 divenne "il primo teatro di New York ad essere convertito in un cinema muto", ma fu demolito solo tre anni dopo, quando il Garment District si espanse e il quartiere dei teatri di Broadway migrò a nord della 40ª Strada.
Il teatro offriva una varietà di intrattenimento, dalle commedie, come Arms and the Man di Shaw (1894), alle commedie musicali edoardiane, come The Girl from Kay's (1903-1904) e The Girl Behind the Counter (1907-1908), all'operetta, come Reginald De Koven e Rob Roy di Harry B. Smith. Ha visto la prima esecuzione della canzone di George M. Cohan "You're a Grand Old Flag" nel 1906 ed è stato anche il luogo in cui William Randolph Hearst vide e incontrò per la prima volta sua moglie Millicent Willson durante la sua apparizione come una "ragazza in bicicletta" nel 1897.

## Spettacoli selezionati

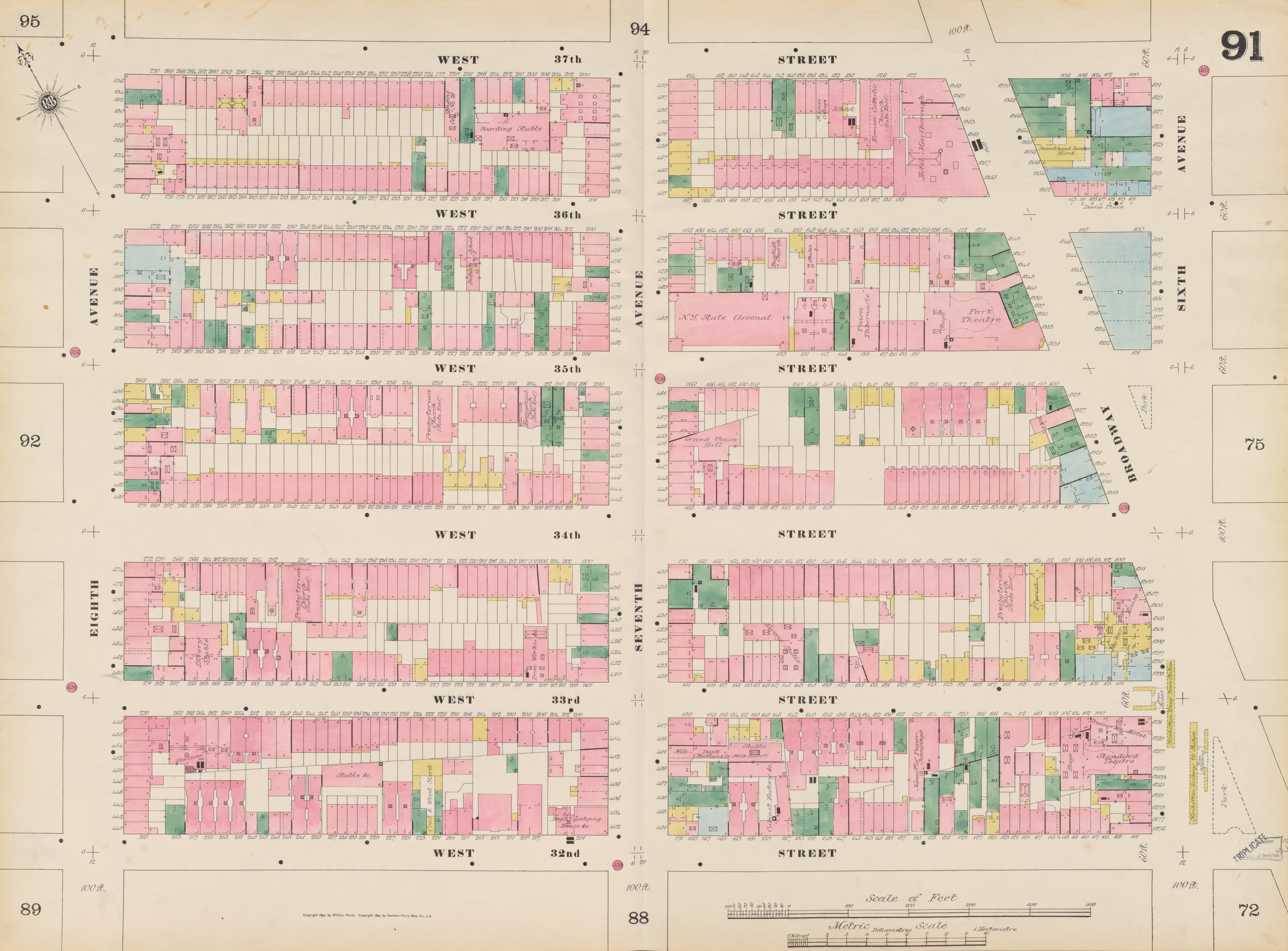
Il Park Theatre in una mappa del 1890

- Arms and the Man (settembre 1894) (con Richard Mansfield)
- Napoleon Bonaparte (ottobre 1894)
- Rob Roy (ottobre 1894 - marzo 1895)
- Pudd'nhead Wilson (aprile 1895) (drammatizzata da Frank M. Mayo)
- The Heart of Maryland (ottobre 1895 - marzo 1896) (di David Belasco)
- A Parlor Match (revival) (settembre 1896)
- The Girl From Paris  (dicembre 1896 - luglio 1897; agosto 1897)
- Arizona (settembre 1900 - gennaio 1901)[6]
- Dolly Varden (gennaio 1902 - giugno 1902) (con Lulu Glaser)
- The Girl from Kays (novembre 1903 – maggio 1904; agosto–settembre 1904)
- The Rollicking Girl (maggio 1905 - ottobre 1905)
- George Washington Jr. (febbraio 1906 - aprile 1906)
- Widower's Houses (marzo 1907)[7]
- The Orchid (aprile 1907 - settembre 1907)
- The Girl Behind the Counter (ottobre 1907 - giugno 1908)
- Three Twins (giugno 1908 - dicembre 1908, chiusa a causa di incendio)
- The Beauty Spot (aprile 1909 - agosto 1909)
- Tillie's Nightmare (maggio 1910 - luglio 1910)